# Gyul'shanabad
Gyul'shanabad (ryska: Gyul’shanabad, azerbajdzjanska: Gülşənabad) är en ort i Azerbajdzjan.   Den ligger i distriktet Nachitjevan, i den sydvästra delen av landet, 400 km väster om huvudstaden Baku. Gyul'shanabad ligger 1 113 meter över havet och antalet invånare är 492.
Terrängen runt Gyul'shanabad är kuperad åt nordväst, men åt sydost är den platt. Terrängen runt Gyul'shanabad sluttar söderut. Närmaste större samhälle är Nachitjevan, 18,1 km söder om Gyul'shanabad. 
Trakten runt Gyul'shanabad består i huvudsak av gräsmarker. Runt Gyul'shanabad är det ganska glesbefolkat, med 48 invånare per kvadratkilometer.